# Horacio Perdomo
Pour les articles homonymes, voir Perdomo.
Horacio Perdomo, né le 14 novembre 1960, est un ancien joueur uruguayen de basket-ball.

## Palmarès
- Finaliste du championnat des Amériques 1984